# 長宗我部元親
長宗我部 元親（ちょうそかべ/ちょうすがめ もとちか）は、日本の武将、戦国大名。長宗我部氏第21代当主。幼名は弥三郎。土佐国岡豊城主・国親の長男。
国司家一条氏を追い出し、土佐を統一した。その後、各地の土豪を倒して四国を統一した。しかし、豊臣秀吉の四国征伐によって降伏し、土佐一国の領有を許された。秀吉の九州征伐、小田原征伐、文禄・慶長の役に従軍した。「長宗我部元親百箇条」を定めた。

## 生涯

### 家督相続
天文8年（1539年）、長宗我部国親の嫡子として、土佐国岡豊城で生まれる。土佐守護・細川晴元の偏諱を受け、元親と名乗る。
永禄3年（1560年）5月、父・国親が土佐郡朝倉城主の本山氏を攻めた長浜の戦いにおいて実弟の親貞と共に初陣する。数え年23歳という遅い初陣であったが、元親は長浜表において本山勢を襲撃した長宗我部勢に加わり、自ら槍を持って突撃するという勇猛さを見せたといわれる。この一戦で元親の武名は高まり、長浜戦に続く潮江城（うしおえじょう→現筆山公園）の戦いでも戦果を挙げた。
6月、父の国親が急死すると、家督を相続する。

### 土佐統一
元親は剽悍な一領具足を動員して勢力拡大を行う。長浜戦で敗れた本山茂辰は元親の攻撃に押される一方となり、永禄3年末の段階で現在の高知市における南西部の一部を除いてほぼ支配下に置いた。
永禄4年（1561年）3月には本山方の神田・石立を落として茂辰を朝倉城と吉良城に追い込む。土佐国司で幡多郡中村城を中心に影響力を持ち中村御所と呼ばれていた一条氏と共同し、永禄5年（1562年）9月16日に朝倉城攻めを行う。このときは茂辰の子で元親の甥に当たる本山親茂の奮戦で敗北した。9月18日には鴨部の宮前で両軍が決戦するが決着はつかなかった。だが、勢力圏の縮小から茂辰を見限って元親に寝返る家臣が相次ぎ、永禄6年（1563年）1月に茂辰は朝倉城を放棄して本山城に籠もった。この年、美濃斎藤氏から正室を迎え、長弟の親貞に吉良氏を継がせている。また、次弟の親泰は国親の生前に香宗我部氏を継いでおり、土佐東部の安芸郡を支配する安芸国虎とも戦った。本山方は5月に頽勢挽回を図って岡豊城を攻撃を企てるも失敗。
永禄7年（1564年）4月7日、茂辰は本山を放棄して瓜生野城（高知県長岡郡本山町瓜生野）に籠もって徹底抗戦する。だが、この最中に茂辰が病死。
跡を継いだ親茂も抗戦するも遂に敗れて、永禄11年（1568年）冬に降伏した。こうして土佐中部を完全に平定した。
元親は永禄10年（1567年）の毛利氏の伊予出兵によって勢力を激減させた一条兼定からの自立を目論み、河野氏へ独自に戦勝祝いを送るなど独立性を強めていった。
永禄12年（1569年）、八流の戦いで安芸国虎を滅ぼして土佐東部を平定。元亀2年（1571年）、一条氏の家臣・津野氏を滅ぼして三男の親忠を養子として送り込む。
天正2年（1574年）2月、一条家の内紛に介入して一条兼定を追放して兼定の子・内政に娘を嫁がせて「大津御所」という傀儡を立てた。こうして元親は土佐国をほぼ制圧した。天正3年（1575年）に兼定が伊予南部の諸将を率い再起を図って土佐国に攻め込んできたときは、一時窮地に追い込まれたが、弟の吉良親貞の尽力のもと、四万十川の戦いでこれを撃破し、土佐国を完全に統一した。

### 阿波・讃岐・伊予への侵攻
土佐統一後、中央で統一事業を進めていた織田信長と正室の縁戚関係から同盟を結び、伊予国や阿波国、讃岐国へ侵攻していく。
阿波・讃岐方面では、畿内に大勢力を誇っていた三好氏が織田信長に敗れて衰退していたが、十河存保や三好康長ら三好氏の生き残りによる抵抗や、天正4年（1576年）の吉良親貞の早世などもあって、当初は思うように攻略が進まなかった。しかし、天正5年（1577年）に三好長治が戦死するなど、三好氏の凋落が顕著になる。
天正6年（1578年）2月、元親は阿波白地城を攻め、大西覚養を討った。また次男の親和を讃岐国の有力豪族・香川信景の養子として送り込んだ。阿波国では三好長治の実弟・十河存保と三好康俊が激しく抵抗するが、元親は天正7年（1579年）夏に重清城を奪って十河軍に大勝した。康俊に対しても岩倉城に追い詰めて実子を人質にとって降伏させた。この年には讃岐国の羽床氏なども元親の前に降伏し、天正8年（1580年）までに阿波・讃岐の両国をほぼ制圧した。なお、元親は金毘羅大権現を祀る金毘羅堂を擁す讃岐の真言宗象頭山松尾寺を重要視して、土佐から宥厳を迎えて院主に据え、仁王堂（現在は賢木門）を建立するなど寄進をした。有名な江戸時代末期の民謡『金毘羅船々』の歌詞には「金毘羅信仰忘れちゃいけない　シュラシュシュシュ　長宗我部元親　神罰恐れて　逆さに建てたる賢木門」という一節があり、意外な形で元親の事跡を後世に伝えている。
伊予方面においては、南予地方では軍代であった久武親信が天正7年（1579年）春に岡本城攻めで土居清良の前に戦死するなどした。しかし、東予地方では白地から圧力と誘いをかけて金子元宅や妻鳥友春・石川勝重らを味方にして平定。中予地方を支配していた伊予守護の河野氏は毛利氏の援助を得て元親に抵抗したため、元親の伊予平定は長期化することになった。

### 織田信長との対立
天正8年（1580年）、信長は元親の四国征服をよしとせず、土佐国と阿波南半国のみの領有を認めて臣従するよう迫る。
元親は信長の要求を拒絶する。
このため信長と敵対関係になり、天正9年（1581年）3月には信長の助力を得た三好康長・十河存保らの反攻を受けた。康長は息子の康俊を寝返らせ、十河存保は中国で毛利氏と交戦している羽柴秀吉と通じて元親に圧迫を加えた。ただし、十河存保の動向は必ずしも信長に忠実ではなく、三好康長も阿波国内に元親に対抗するための拠点を確立したことを裏付ける史料が無い以上、天正8年の段階で信長と元親の関係が悪化したとする見方を疑問視し、天正9年（1581年）11月に羽柴秀吉が三好氏に追われていた野口長宗を擁して淡路を平定したことで織田勢力と長宗我部勢力が隣接し、その勢力範囲の確定（国分）を巡って対立を始めたのではないかとする説もある。
天正10年（1582年）5月には、神戸信孝を総大将とした四国攻撃軍が編成されるなどの危機に陥った。このため三好氏旧臣らは元親を見限って康長に寝返り、さらに阿波の一宮城と夷山城を落とされた。
元親は斎藤利三宛の書状で信長に対し恭順する意向を表している。
四国攻撃軍は6月2日に渡海の予定であったが、その日に本能寺の変が起こって信長が明智光秀に殺された。
信長の死で信孝軍は解体して撤退したので、元親は危機を脱した。

### 四国平定と秀吉との対立
元親は近畿の政治空白に乗じて再び勢力拡大を図り、宿敵であった十河存保を8月に中富川の戦いで破って、阿波の大半を支配下に置いた（第一次十河城の戦い）。9月には勝端城に籠もった存保を破り、阿波を完全に平定する。10月には存保が逃れた虎丸城や十河城を攻めた。
天正11年（1583年）の賤ヶ岳の戦いでは、柴田勝家と手を結んで羽柴秀吉（豊臣秀吉）と対抗する。
これに対して、秀吉は家臣の仙石秀久を淡路洲本に入れて備えた。
また元親に追われた十河存保は秀吉に援軍を求め、秀吉は秀久に屋島城・高松城など讃岐の長宗我部方の城を攻めさせるも敗退。さらに小西行長の水軍に香西浦を攻めさせるもこれも敗退した。しかし4月に勝家は秀吉に敗れて滅んだ。このため5月に秀吉は元親を討つべく軍勢を準備していた。
天正12年（1584年）の小牧・長久手の戦いでも、織田信雄や徳川家康らと結んで秀吉に対抗し、秀吉が送り込んできた仙石秀久の軍勢を破った（引田の戦い、第二次十河城の戦い）。また新居郡の金子元宅と同盟し、南予の西園寺公広の諸城を落とすなど、伊予国においても勢力を拡大した。
6月11日には十河城を落として讃岐を平定する。しかし小牧の戦いは秀吉と信雄が和睦するという形で終結した。
伊予国の平定は予想以上に手間取った。天正12年3月、毛利氏は宍戸元孝を河野氏救援のために派遣し、恵良で長宗我部軍と衝突する。4月には高山で、5月から6月にかけては恵良・菊間（菊万）で合戦を行っている。
元親は東予の金子元宅との同盟をさらに強固にして9月から反攻に転じた。しかし渡海して遠征していた毛利軍は次第に劣勢になり、12月には遂に河野氏は元親に降伏した。その後、天正13年（1585年）春までに西予の豪族なども降伏させた。
通説によると天正13年（1585年）には四国全土をほぼ統一することに成功したとされているが、統一されていないと主張する研究者も複数おり、見解は分かれている。

### 秀吉に降伏
天正13年（1585年）春、秀吉が紀州征伐に出てこれを平定すると、秀吉は元親に対して伊予・讃岐の返納命令を出した。元親は伊予を割譲することで和平を講じようとしたが、秀吉は許さず弟・羽柴秀長を総大将とする10万を超える軍が派遣されると、元親は阿波白地城を本拠に阿・讃・予の海岸線沿いに防備を固め抗戦する。
秀吉は宇喜多秀家・黒田孝高らを讃岐へ、小早川隆景・吉川元長率いる毛利勢を伊予へ、羽柴秀長・秀次の兵を阿波へと同時に派遣し、長宗我部方の城を相次いで攻略した。そして阿波戦線が崩壊して白地城までの道が裸に晒されると、元親は反戦派の家臣・谷忠澄の言を容れて、7月25日に降伏し、阿波・讃岐・伊予を没収されて土佐一国のみを安堵された（四国国分）。
元親は上洛して秀吉に謁見し、臣従を誓った。
これを機に蜂須賀正勝・家政が長宗我部氏の取次になったとされるが、取次としての実態が不明なために疑問視する研究者もいる。また増田長盛を取次とする説もある｡

### 豊臣政権下
天正14年（1586年）、秀吉の九州征伐に嫡男の信親とともに従軍し、島津氏の圧迫に苦しむ大友氏の救援に向かう。しかし、12月の戸次川の戦いで島津軍の策にはまって敗走し、信親は討死した。
元親は信親の死を知って自害しようとしたが家臣の諌めで伊予国の日振島に落ち延びた。
天正16年（1588年）、本拠地を大高坂城へ移転する。
その後に起こった家督継承問題では、次男の香川親和や三男の津野親忠ではなく、四男の盛親に家督を譲ることを決定する。
その際、反対派の家臣であり一門でもある比江山親興・吉良親実などを相次いで切腹させている。
天正17年（1589年）ころ、羽柴の名字を与えられている。
天正18年（1590年）の小田原征伐では長宗我部水軍を率いて参加し、後北条氏の下田城を攻め、さらに小田原城包囲に参加した。
天正19年（1591年）1月、浦戸湾に迷い込んだ体長9尋の鯨を数十隻の船団と100人余の人夫でもって大坂城内へ丸ごと持ち込み、秀吉や大坂の町人を大いに驚かせた。年末頃には本拠を浦戸城へ移転する。通説では洪水の多い大高坂城跡(現高知城)を元親が嫌ったからとされているが、近年では浦戸城は朝鮮出兵に備えた軍事拠点として築かれたもので、将来的には大高坂城跡を居城として整備する案もあったと指摘もされている。
また朝鮮出兵がなくとも行政機構整備は行われたとする指摘もある｡
文禄元年（1592年）から朝鮮出兵（文禄・慶長の役）にも従軍する。豊臣政権は諸大名の石高に応じて軍役人数を課したが、長宗我部の軍役は3,000人で固定され、水軍としての軍事力を期待されていた。慶長元年（1596年）にはサン＝フェリペ号事件に対処し、秀吉によるキリスト教迫害の引き金を作った。領内では検地を行い、慶長2年（1597年）3月に盛親と共に分国法である『長宗我部元親百箇条』を制定する。

### 最期
慶長3年（1598年）5月に朝鮮より帰国。同年8月18日に秀吉が死去すると政情が不安定になる。元親は年末まで伏見屋敷に滞在し、11月26日に徳川家康の訪問を受けた。
慶長4年（1599年）3月、三男の津野親忠を幽閉している。その直後から体調を崩しだした。4月、病気療養のために上洛し、伏見屋敷に滞在。4月23日には豊臣秀頼に謁見している。
だが、5月に入って重病となり、京都や大坂から名医が呼ばれるも快方には向かわず、死期を悟った元親は5月10日に盛親に遺言を残して、5月19日に死去した。享年61。高知県高知市長浜天甫山にあった天甫寺（廃寺）に葬られる。法号は雪蹊恕三禅定門。

### 死後
新たな国主として山内氏が入国した江戸時代になっても、菩提寺となった雪蹊寺では元親供養の法要が度々催され、寛政9年（1797年）には200年忌を記念して御影の表具が修理された。明治時代になると廃仏毀釈の影響で、明治3年（1870年）に廃寺となるも、同年閏10月に元親の弟・親房の子孫と称する長宗我部弥九郎らの呼びかけで、元親を祭神とする泰神社が創建され、雪蹊寺に安置されていた木造座像や画像が移されて社宝となった。
昭和3年（1928年）11月10日、贈正三位。

## 人物

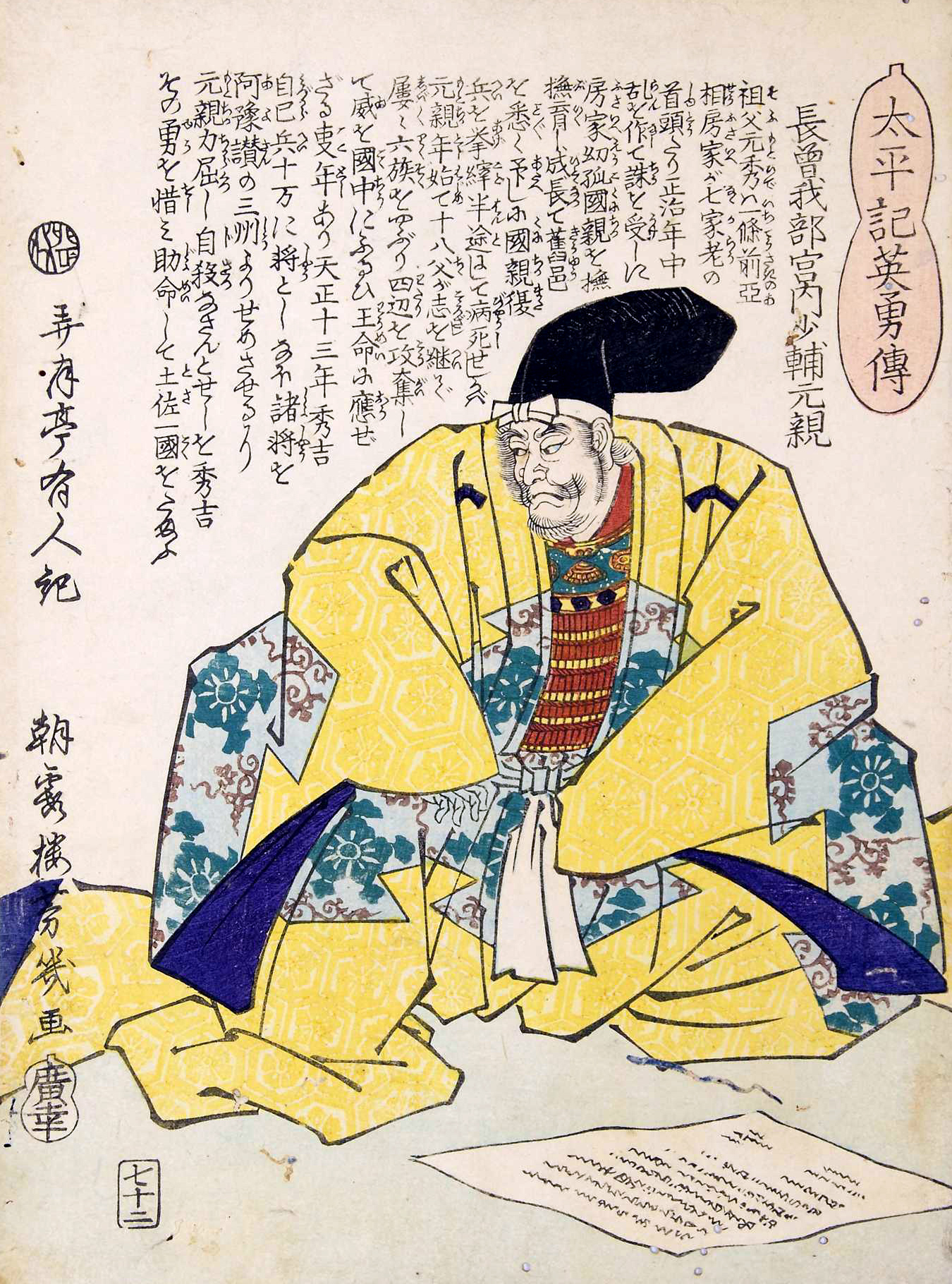
太平記英勇伝七十二：長曽我部宮内少輔元親（落合芳幾作）

### 家督相続前
幼少の頃は、長身だが色白で大人しく人に会っても挨拶も返事もせずにぼんやりしていたため、軟弱ともうつけ者とも評される性格から「姫若子」（ひめわこ）と揶揄されており、父の国親は跡継ぎとして悩んでいた。
初陣の長浜の戦いの際、家臣の秦泉寺豊後に槍の使い方と大将の行動を聞いたという逸話がある。
秦泉寺豊後は「槍は敵の目と鼻を突くようにし、大将は先に駆けず臆さずにいるもの」と答えた。そしていざ戦になると元親はその通りに行動し、敵兵を見事に突き崩し（『元親記』）、「鬼若子」と賞賛された。
一条氏の臣従時代に寺社奉行であった関係からか、熱心に寺社復興を行っており、四国統一戦の最中にも讃岐国の寺院を復興させるなど、手厚く僧侶を保護しており、谷忠澄や非有など神官・僧侶出身の者が家臣に抜擢される例も多かった。特に非有は元親の信頼を得て出頭人として領国支配に広範な権限を行使した｡

### 四国制圧期の逸話
土佐一国を統一する大名に成長し、土佐の出来人と呼ばれた。
土佐を統一した後、天正5年（1577年）、阿波の雲辺寺を訪れ、住職の俊崇坊に四国統一の夢を語った。住職は「薬缶の蓋で水瓶の蓋をする様なものである」と元親に説いたが、元親は「我が蓋は元親という名工が鋳た蓋である。いずれは四国全土を覆う蓋となろう」と答えた。
土佐統一を果たした年、37歳の若さで「雪蹊恕三（雪渓如三）」と法号を称している。「雪蹊」には徳のある人物には多くの人が自然に帰服してくる、そして「恕三」には広く大きな心で事に処せば、前途に万物が生じるという意味が込められているという。
家臣に「四国の覇者をなぜ目指すのか」と質問されると、「家臣に十分な恩賞を与え、家族が安全に暮らしていくには土佐だけでは不十分だから」と答えたとされる｡『土佐物語』では「我れ諸士に、賞禄を心の儘に行ひ、妻子をも安穏に扶持させんと思ひ、四方に発向して軍慮を廻らし」と元親が述懐したとしている。
讃岐国の羽床・鷲山で敵を兵糧攻めにした時、城付近の麦を刈る麦薙戦術を行ったが、全部刈り取っては領民が気の毒だと思い、一畦おきに刈取らせた。
同族の秦氏を租に持つ伊予国早川城主の秦備前守との親交が深かったとされている。天正の陣を終えた秦備前守は土佐国に逃れたとあり、秦備前守の家系図には長宗我部宮内小輔秦元親（長曽我部元親）と同姓となる長曽我部宮内小輔秦野備前守元宗との記述が残されてある。

### 豊臣政権下での逸話
豊臣秀吉が天下を統一した後、各地の大名を集めて舟遊びをした。その時秀吉から饅頭をもらった大名はその場で食べたが、元親は端をちぎって食べただけで紙に包んだ。それを見た秀吉から「その饅頭をどうするつもりか」と尋ねられると、「太閤殿下から頂いたありがたい饅頭ですので、持って帰り家来にも分け与えます」と答えた。秀吉は大いに気に入り、用意した饅頭を全て与えたという。
朝鮮出兵の際、泗川城で垣見一直に対し鉄砲狭間の高さの指導をした。
文禄の役の際、朝鮮方で9歳だった武家の子供を捕虜にし、土佐領内へ連れ帰った。子供は城武安右衛門と名を改め、香美郡夜須に移り住み、子孫は廻船業や漁業を生業とする豪商になったという。
豊臣秀吉が伏見屋敷を訪問した際、元親の命令で屋敷の御成門が新調されたが、寸法を間違えて秀吉を乗せた御輿が入らず廃棄された。慶長元年4月27日、廃棄された御成門は土佐国雪蹊寺の本門に転用され、その荘厳さから見物客が絶えず、「日暮し門」と呼ばれたが、後に風雨で痛み、倒壊したという。
浦戸沖で偶然に捕獲した鯨を、解体加工せずそのまま丸ごと、秀吉に献上したことがある。

### その他の逸話
家来に対して、「一芸に熟達せよ。多芸を欲ばる者は巧みならず」と言っていたとされる。
土佐領内で禁酒令を出していたにもかかわらず、自分自身が酒を城内へ運び込ませていたことがあった。これを福留儀重に厳しく諌められて、以後改心したという。
山崎の戦いの後、斎藤利三の娘である福（後の春日局）を岡豊城でかくまったとされる。
岡豊城に居城していた天正16年（1588年）の正月、家臣だった久万兵庫が妻を伴って出仕した際に、舂米（玄米）5升を献上し、元親は「籾なくして良き程に之を飯に焚き、互いに祝うべし」と発言したとされるが、これは当時、城主から民衆に至るまで、精米された白米を食べる習慣がなく、白米を食べるようになるのは山内一豊が土佐に入国した以降の時代になるという。
兵糧調達の際、播磨国飾磨（兵庫県姫路市）出身の高島宗徳という人物に調達を依頼したが、宗徳はこれをきっかけに土佐へ移り、播磨屋と号する商人となった。長宗我部家の改易で山内氏が土佐に入国すると、高島家は豪商として城下町を拠点に町年寄も務め、後に櫃屋と共同で播磨屋橋を建設した。

### 性格
後継者として期待していた信親が戦死した後、英雄としての覇気を一気に失い、家督相続では末子の盛親の後継を強行し、反対する家臣は一族だろうと皆殺しにするなど信親没後の元親は久武親直の讒言があったとしても片意地になり、それまでの度量を失っていた。戸次川の戦いで信親が戦死したことを知り、自分も死のうと思ったが家来に諌められている。その後、秀吉から大隅国を加増するとの話があったがこれを固辞している。
『土佐物語』などの信憑性はともかく、信親が死んで変貌する前までの元親には家臣の諫言や意見には広く聞き入れる度量があった。阿波の勝瑞城攻略においては上級家臣の意見より下級の一領具足の意見を聞き入れたという。また情け深く、妹婿の波川清宗が元親に謀反を起こして討たれたとき、弟の次郎兵衛や五郎大夫は助命した。だが2人は兄の仇を討つため岡豊から出奔したので、家臣は2人を追討しようとしたが元親は許さなかった。
阿波白地城主の大西覚養が三好氏に寝返ったときも人質としてあった甥の上野介を殺さずに優遇したり、三好康長の子・康俊が父の誘いを受けて寝返ったときも、人質として岡豊にあった康俊の子を殺さずに丁重に送り返して康長に感謝されたりしている。
だが信親没後は性格が一変、先に述べた2人の親族の他に、高岡郡の仁井田5人衆の1人である志和勘助が使者として阿波の蜂須賀家政と会見したとき、家政は勘助の人物を気に入って召抱えようとしたが、勘助は元親への忠義を理由に断った。ところがこれを漏れ聞いた元親は申し開きも聞かずに寝返ったとして直ちに勘助と一族を討伐するという行動を起こしたりした。
『元親記』では「律儀第一の人」「慇懃の人」と評され、その他の軍記物でも武勇に優れ仁慈に厚い名君と評している。
ただし阿波（徳島県）の細川氏の史書である『細川三好君臣阿波軍記』では不仁不義の悪人と評している。

### 政治
寺院の保護に積極的で、『百箇条』の中でも「諸宗其の道々専ら相嗜まるべきこと」とある。ただし僧侶に対する規制は厳しく、生活態度が悪い僧侶に対しては『百箇条』において流罪・死罪にするとしている。
元親は儒学に特に関心を寄せていたが、他の文学に関しても大いに奨励し、文化上優れた功績を挙げれば恩賞を与えることを約束していた。
戦国期の武家は家名の存続を重視したが、元親は武士が罪科のために処罰されても重罪の場合を除いては家名存続やその後の影響に一切の支障は無いことを保障した。また殺人・口論など家中の統制を乱す者は喧嘩両成敗とし、強盗や山賊・海賊には厳罰を処してそれらを在所の庄屋などが逮捕できない場合は連帯して責任を負わせることにした。賭博は禁止し、犯罪者隠匿の場合も連座で処罰し、国家反逆罪から悪口・流言蜚語にまで刑罰を定めるなど、厳罰主義による秩序の維持に努めた。寺院の特権も廃止し、犯罪者が寺院に逃げ込んだりした場合でも逮捕が可能であるとしている。
土佐は豪族が多かったため、城割など城下町建設は不徹底に終わっている。それでも元親は居城を浦戸から大高坂に移して中央集権化に努力している。なお元親は商工者の城下町集約と市場町建設にはかなり積極的に行なっているが、これらも城下の地形や広狭の問題から不徹底に終わった。
年貢に関しては二公一民と厳しく、隠田が発覚した場合には『百箇条』において倍の年貢を取り、あるいは斬首にするとしている。また百姓の逃散には厳しい取締りを設けた。このため『清良記』では百姓の逃亡も少なくなかったという。
商業・産業政策では御用商人に大幅な特権を与える見返りに戦時の軍費を獲得した。土佐は資源に乏しいため大規模な鉱業・工業は発展できなかったが、職人の育成に積極的に努めて慶長期にはそれまでは他国から売買を求めていた鉄砲を自国で生産できるまでにしている。ただし密造・密輸（鉄砲・馬など）には『百箇条』で死刑にするとしている。土佐は木材が豊富だったことから、かなり細則に及ぶ規律が定められた。
税制に関しては前述したように年貢が厳しかったが、それ以外の課税として漁業のときに使うかつら網などにかかるかつら銭、塩浜税、十分一（船舶・積荷の税）などがあった。
城下町と支城、生産地を結ぶという目的から、元親は交通路の整備に積極的だった。天正年間に一里塚を築き、信親存命の間は道に損傷があったときなどは直ちに上の判断で往来の者に累が及ばないように配慮していた。だが信親没後は道路の損傷は在地の庄屋と百姓に責任を負わせ、悪路のある場合は罰金を徴収するなどした。国内旅行に関してはかなり自由で、宿泊費もその人の志次第としているものの、本道以外を通行すれば罰金とし、定飛脚などは急用の場合に時間までに着けなかったら死罪にするとしている。他国への往来はかなり厳格だったという。

### 家臣
元親は吉良氏・津野氏・香川氏・香宗我部氏などに弟や息子を養子入りさせて一門の勢力を拡張し、それらが本家を補佐する体制をとっていたが、実弟の吉良親貞が早世して信親も戦死するなど不幸もあって有力一門が欠けると、一門は官僚的家臣団の一員として取り込まれてしまい結果的に信親没後の内紛を引き起こして主導的役割に立つべきだった一門がリードできなかったという難点がある。関ヶ原では香宗我部親泰までもが既に亡く、一門補佐制が形骸化していた。
久武親直は元親から盛親にかけて権勢を振るったが、これは久武が桑名・中内と並ぶ三家老の一だったためである。他に江村・比江山・谷など諸氏も臨時的に家老に列せられることもあった。

### 妻子に関して
元親の正室は美濃斎藤氏の娘（元親夫人）で、永禄6年（1563年）に結婚している。もっとも家臣らは遠国の美濃から迎えずとも四国の有力者から迎えるべきと薦めた。元親は「天神地祇にかけて、全く彼の息女が容色の沙汰を聞及びたるにあらず、色は兎もあれ角もあれ、祖父伊予守・父豊後守武名香ばしき士なれば、彼腹に出生の子、父祖にあやかる事あらんと思ふ計なり」と答えて武勇の血を引く彼女の系譜を重んじたという。この正室は明智光秀の重臣・斎藤利三の異父妹で、正確には石谷氏（室町幕府奉公衆）の娘ということになる。また、利三の生母は明智光秀の叔母とされていることから、のちにこの関係を通じて光秀、そして信長と関係を持つに至った。夫人に関する史料は乏しいためどのような女性だったかは不明であるが、長男の信親から四男の盛親までの4人の男児、長女の一条内政正室から4女の吉松十右衛門正室までの4男4女までを授かっていることから、夫婦仲は良好だったと思われる。
側室に小少将がおり、彼女との間に五男の右近大夫が生まれたという。また小宰相という側室との間に1男1女が生まれたといわれるが、小宰相は側室でなく娘の名であるともされる。
三女の阿古姫は大坂の陣の際に伊達政宗に捕えられたが助命され、二人の息子と共に仙台藩に仕えた。息子たちはそれぞれ重臣の家に養子入りし（五十嵐元成・柴田朝意）、仙台において元親の血をつないだ。このため阿古姫母子を頼って仙台へ行った長宗我部ゆかりの人々もおり、香宗我部親泰の子・貞親の養子・重親が仙台藩に召し抱えられたほか、吉松氏女（母は元親の四女）が従兄弟の朝意の継室となっている。
また、大和国吉野郡の西蓮寺（奈良県吉野郡吉野町大字山口）を創建した鉄牛（文誉鉄牛）は俗名を長宗我部文親といい、元親の六男であると伝えられる。鉄牛は同じく吉野郡にある如意輪寺（吉野町大字吉野山）を中興している。

### 同時代の評価
織田信長は元親をあまり高く評価しておらず、慣用句から、「あれは鳥無き島の蝙蝠」と揶揄したと伝えられている(『土佐物語』)。もっとも、戦国時代を大きく過ぎた18世紀に成立し、鬼や大蛇なども登場する同書の史実性は低いと考えられており、発言の信憑性の程は定かでない。
『甲陽軍鑑』には徳川家康・赤井直正らと共に「名高キ武士」として元親の名が挙がっている。

### 史料
- 『土佐物語』- 著者不明。宝永5年（1708年）から享保3年（1718年）に吉田孝世が編述。
- 『四国軍記』- 著者不明。元禄期に小畑邦器によって改訂。
- 『土佐国編年紀事略』- 弘化年間に谷景井によって出版?
- 『石谷家文書』- 2013年に林原美術館が所蔵品の中から発見し、元親関連の文書があることを翌年発表した[92]
- 『南海治乱記』- 讃岐出身の江戸時代の兵法家・香西成資によって記された三好氏など四国の戦国大名たちの興亡を記した軍記物語。

### その他
- NHK「BS熱中夜話」で、戦国武将の回で行われた「大河ドラマで主役をやってほしい戦国武将」と題したアンケートで第1位に選ばれた。

## 墓所・銅像

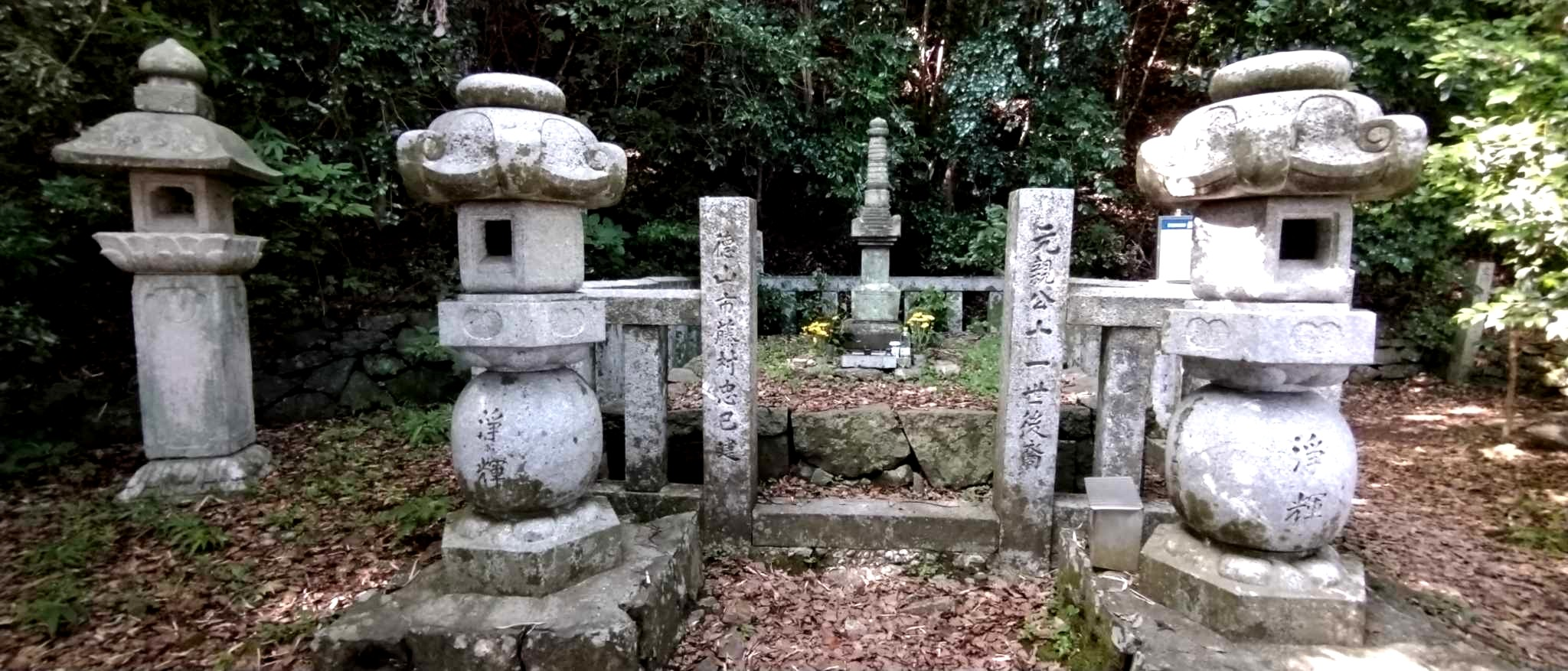
伝長宗我部元親の墓

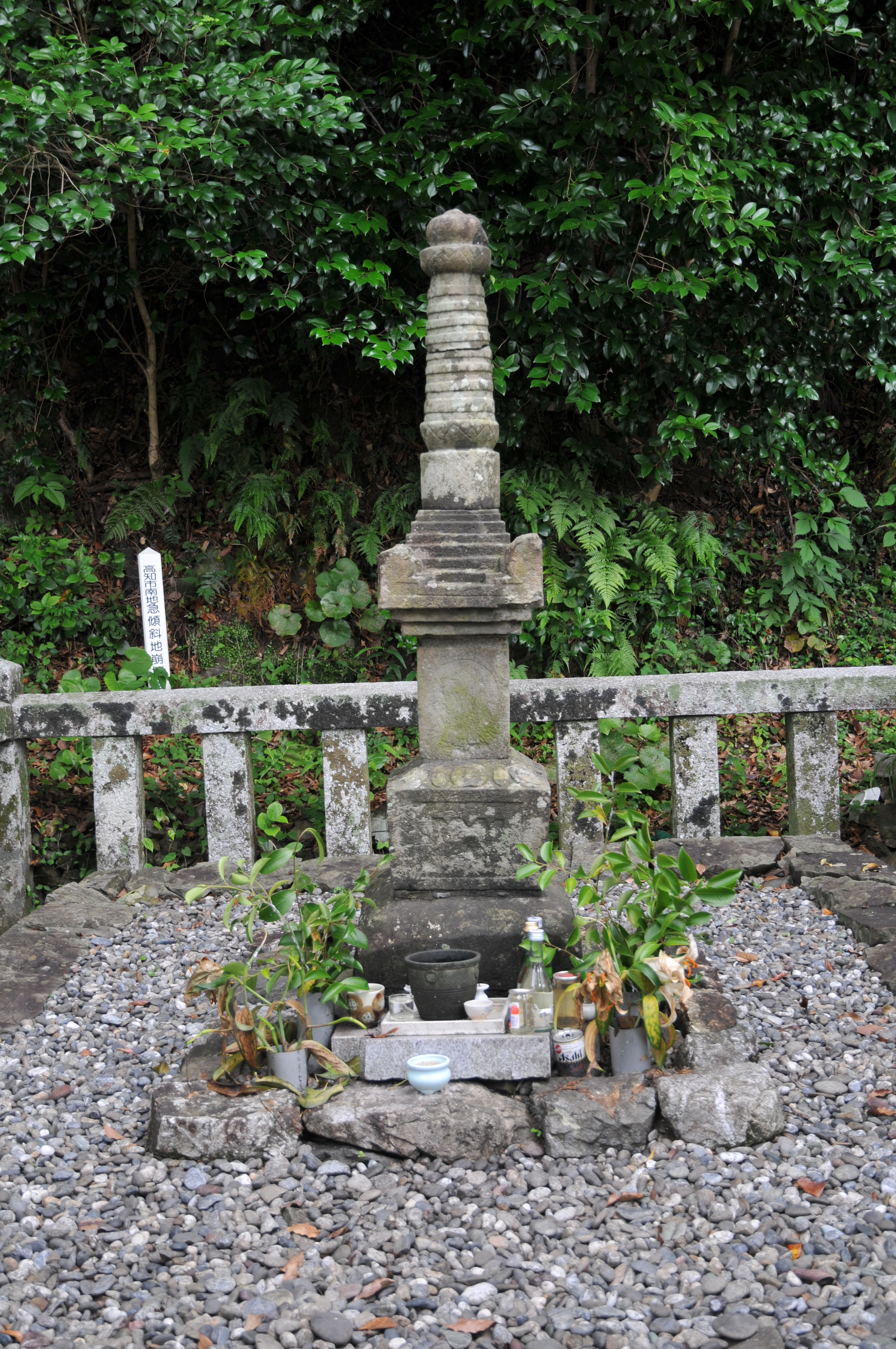
墓石

高知県高知市長浜天甫寺山北緯33度29分50.238秒 東経133度33分10.618秒、南斜面の石段を上がった鬱蒼とした石垣の上にある。
没後400年を記念して平成11年（1999年）に「長宗我部元親初陣の像」が高知市長浜の若宮八幡宮に建立された。台座を含めて約7m、槍の長さ5.7m。
また、戦国大戦や戦国絵札遊戯 不如帰 -HOTOTOGISU- 乱などを手掛けたイラストレーターによるイメージ画を元にした元親の銅像を高知県立歴史民俗資料館（南国市岡豊町）に建立することとなり、2015年5月3日に除幕式が執り行われた。

## 家臣
- 浜田善右衛門
- 浜田善左衛門
- 浜田久直
- 公文重忠
- 江村親家

- 桑名太郎左衛門
- 桑名吉成
- 佐竹親直
- 谷忠澄
- 中島可之助
- 中島重房

- 久武親信
- 金子元宅
- 久武親直
- 滝本寺非有
- 吉田孝頼
- 吉田貞重
- 中内三安

- 吉田重俊
- 吉田重康
- 吉田政重
- 福留親政
- 福留儀重

- 豊永勝元
- 戸波親武（長宗我部親武）
- 横山友隆
- 大西頼包
- 福留政親

- 依岡左京進
- 中島親吉
- 秦泉寺掃部
- 秦泉寺豊後
- 池添源兵衛
- 田中正吉
- 田中弥平左衛門
- 田中新右衛門
- 野中親孝（野中三郎左衛門親孝）
- 山﨑山重
- 国吉親綱

## 長宗我部元親を主題とする作品
小説
- 司馬遼太郎『夏草の賦』（1968年、文藝春秋）（2005年、文春文庫［新装版］）（上） ISBN 4167663198 （下） ISBN 4167663201
- 西村忠臣『覇王－長宗我部元親－』（第12回香川菊池寛賞受賞作品、1977年、美巧社）（2014年、美巧社［第2版］）（上）ISBN 978-4-86387-046-8 （中）ISBN 978-4-86387-047-5 （下）ISBN 978-4-86387-048-2 （続）ISBN 978-4-86387-049-9
- 徳永真一郎『長宗我部元親』（1992年、光文社光文社文庫） ISBN 4334714625
- 荒川法勝『長宗我部元親』（1995年、PHP研究所PHP文庫） ISBN 4569568335
- 宮地佐一郎『長宗我部元親』（1997年、学陽書房人物文庫）（2009年、人物文庫［新装版］）ISBN 978-4-313-75243-6
- 工藤章興『長宗我部元親』（2010年、学研学研M文庫） ISBN 4059012564
- 近衛龍春『長宗我部元親』（2010年、講談社講談社文庫） ISBN 4062765454
- 天野純希『南海の翼―長宗我部元親正伝』（2010年、集英社）  ISBN 978-4-08-775398-1
- 今村翔吾『土佐の土産』（『戦国武将伝 西日本編』収録、2023年、PHP研究所）

漫画
- 岡村賢二『長宗我部元親』（2010年 -2012年 、リイド社 全2巻）
- 井出圭亮『オキザリスの旗 長宗我部元親外伝』（2011年 -2012年 、集英社 全4巻）
- 森田将文『出陣 昆虫武将チョウソカベ!』（2017-、秋田書店 週刊少年チャンピオン）
- そにしけんじ『ねこねこ日本史』（実業之日本社、第6巻に掲載）

舞台
- 『誰ガタメノ剣』（2008年・2010年、シアターキューブリック製作）

アニメ
- 『ねこねこ日本史』（2019年、Eテレ）

パチンコ
- 『戦国乙女シリーズ』